# 돌리코사우루스

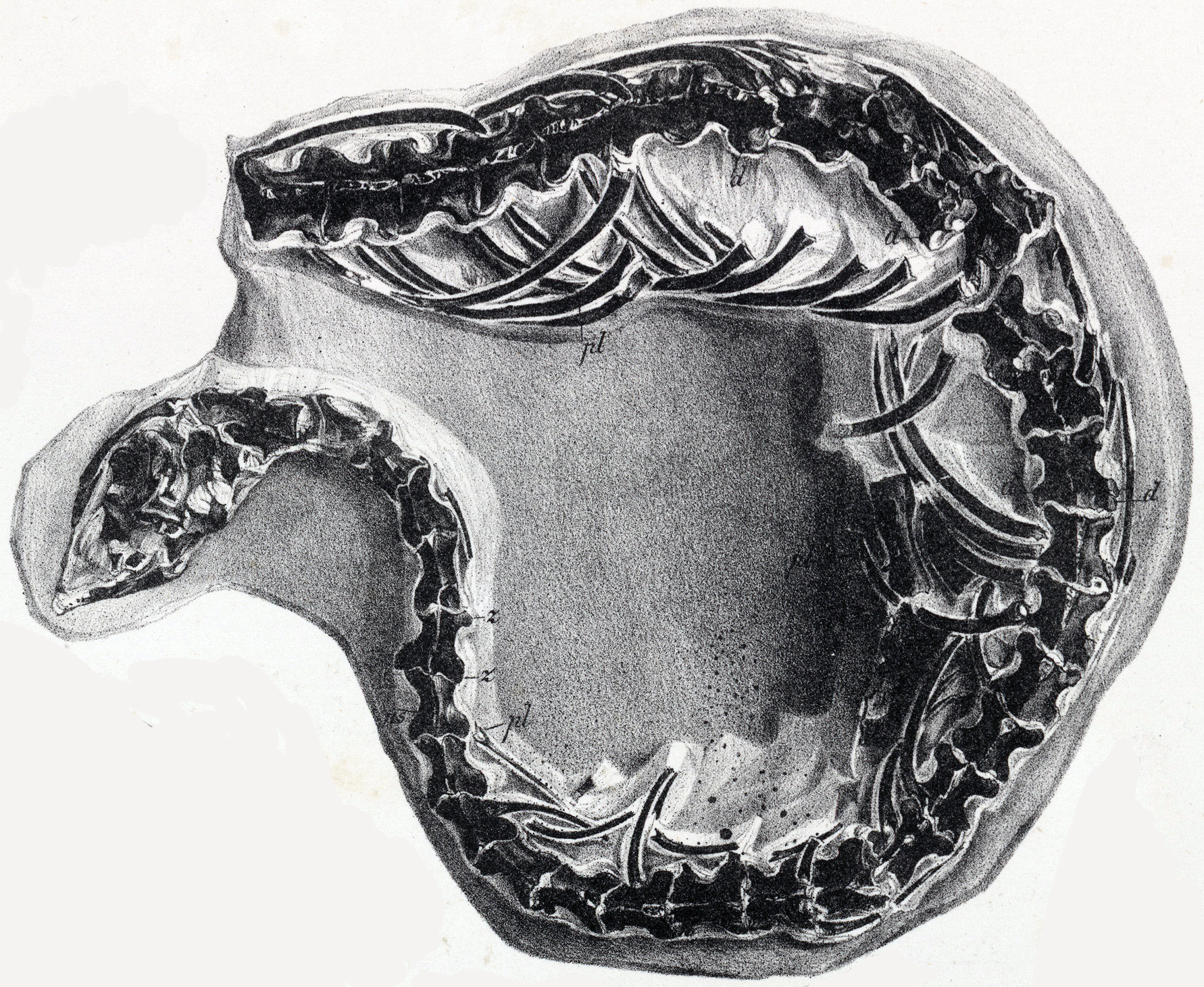
돌리코사우루스 화석

돌리코사우루스(dolichosaurus)는 뱀목에 속하는 잉글랜드의 세노마눔절의 절멸한 속이다. 코니아사우루스, 돌리코사우루스, 모사사우루스간의 자매그룹관계는 풀리지 않은 다분할상태이다. 장룡(長龍)이라고도 한다.